# Llista de monuments de la Fenolleda
Llista de monuments de la Fenolleda registrats com a monuments històrics, bé catalogats d'interès nacional (classé) o bé inventariats d'interès regional (inscrit).
| Monument                                   | Prot. | Època             | Localització         | Coordenades                                                | Codi?      | Imatge |
| ------------------------------------------ | ----- | ----------------- | -------------------- | ---------------------------------------------------------- | ---------- | --- |
| Pont-aqüeducte sobre l'Aglí                | Cat.  | Romà, medieval    | Ansinyà              | 42° 45′ 54″ N, 2° 30′ 53″ E / 42.765°N,2.514722°E          | PA00103951 | Pont-aqüeducte sobre l'Aglí · Vegeu més fotos d'aquest monument · Carregueu una nova foto d'aquest monument                |
| Església de Sant Esteve                    | Inv.  |                   | Campossí             | 42° 42′ 37″ N, 2° 27′ 32″ E / 42.710365°N,2.458931°E       | PA00103977 | Església de Sant Esteve · Vegeu més fotos d'aquest monument · Carregueu una nova foto d'aquest monument                    |
| Església de Sant Esteve (Caramany)         | Inv.  |                   | Caramany             | 42° 44′ 08″ N, 2° 34′ 15″ E / 42.735692973°N,2.570908069°E | PA00103980 | Església de Sant Esteve (Caramany) · Vegeu més fotos d'aquest monument · Carregueu una nova foto d'aquest monument         |
| Castell de Coixós                          | Inv.  | Segles XII-XIII   | Cassanyes            | 42° 44′ 49″ N, 2° 38′ 05″ E / 42.74702°N,2.634613°E        | PA66000002 | Castell de Coixós · Vegeu més fotos d'aquest monument · Carregueu una nova foto d'aquest monument                          |
| Església de la Mare de Déu de Laval        | Cat.  |                   | Caudiers de Fenollet | 42° 48′ 07″ N, 2° 23′ 06″ E / 42.80191°N,2.3851°E          | PA00103985 | Església de la Mare de Déu de Laval · Vegeu més fotos d'aquest monument · Carregueu una nova foto d'aquest monument        |
| Torre d'angle, o torre del Veguer          | Inv.  |                   | Caudiers de Fenollet | 42° 48′ 46″ N, 2° 22′ 30″ E / 42.812883°N,2.375107°E       | PA00103986 | Torre d'angle, o torre del Veguer · Vegeu més fotos d'aquest monument · Carregueu una nova foto d'aquest monument          |
| Vestigis del castell i recinte fortificat  | Inv.  | Segles XII-XIII   | Montalbà del Castell | 42° 41′ 46″ N, 2° 33′ 32″ E / 42.6962°N,2.559°E            | PA00104048 | Vestigis del castell i recinte fortificat · Vegeu més fotos d'aquest monument · Carregueu una nova foto d'aquest monument  |
| Antic claustre del monestir de Sant Pau    | Inv.  |                   | Sant Pau de Fenollet | 42° 48′ 41″ N, 2° 30′ 07″ E / 42.811305°N,2.502072°E       | PA66000025 | Carregueu una nova foto d'aquest monument                                                                                  |
| Església del monestir, dit el Capítol      | Inv.  | Segles XIV i XVII | Sant Pau de Fenollet | 42° 48′ 41″ N, 2° 30′ 08″ E / 42.811366°N,2.502343°E       | PA00104126 | Església del monestir, dit el Capítol · Vegeu més fotos d'aquest monument · Carregueu una nova foto d'aquest monument      |
| Església d'Arçà                            | Cat.  | Segle XII         | Sornià               | 42° 42′ 56″ N, 2° 23′ 41″ E / 42.715568°N,2.394703°E       | PA00104134 | Església d'Arçà · Modifica el valor a Wikidata · Carregueu una nova foto d'aquest monument                                 |
| Ruïnes de l'antiga església de Sant Miquel | Cat.  | Segle X           | Sornià               | 42° 43′ 26″ N, 2° 25′ 40″ E / 42.723923°N,2.427828°E       | PA00104135 | Ruïnes de l'antiga església de Sant Miquel · Vegeu més fotos d'aquest monument · Carregueu una nova foto d'aquest monument |
| Antiga església Santa Felicitat            | Cat.  | Segles X-XI       | Sornià               | 42° 43′ 21″ N, 2° 27′ 40″ E / 42.722488°N,2.461197°E       | PA00104136 | Antiga església Santa Felicitat · Vegeu més fotos d'aquest monument · Carregueu una nova foto d'aquest monument            |
| Capella de Sant Martí                      | Inv.  | Segles XIII-XIV   | La Tor de França     | 42° 45′ 12″ N, 2° 37′ 26″ E / 42.7534°N,2.624°E            | PA00132616 | Capella de Sant Martí · Vegeu més fotos d'aquest monument · Carregueu una nova foto d'aquest monument                      |